# Лятно тръшване (1996)
Лятно тръшване (1996) (на английски: SummerSlam) е деветото годишно pay-per-view събитие от поредицата Лятно тръшване, продуцирано от Световната федерация по кеч (WWF). Събитието се провежда на 18 август 1996 г. в Кливланд, Охайо.

## Обща информация
Пол Беърър се обръща срещу дългогодишния си протеже - Гробаря, като се съюзява с неговия враг, Менкайнд.
Първоначално Вейдър печели два пъти мач за Световната титла в тежка категория на WWF, първо чрез отброяване и след това чрез дисквалификация (когато Майкълс удря Вейдър многократно с тенис ракетата на Корнет), но тъй като титлите на WWF могат да се печелят само с туш или предаване, Корнет иска двубоят да се рестартира и двата пъти. Президентът на WWF Горила Монсуун позволява това, когато Майкълс се съгласява.

## Резултати
| №                                         | Резултати | Правила                                                       | Време |
| ----------------------------------------- | --- | ------------------------------------------------------------- | ----- |
| 1                                         | Ледения Стив Остин побеждава Йокозуна | Индивидуален мач                                              | 01:52 |
| 2                                         | Оуен Харт поб. Савио Вега | Индивидуален мач                                              | 13:23 |
| 3                                         | Димящите дула (Барт Гън и Били Гън) (ш) (със Съни) поб. Новите рокери (Лейф Касиди и Марти Джанети), Годуин (Хенри O. Годуин и Финиъс И. Годуин) (с Хилбили Джим) и The Bodydonnas (Скип и Зип) | Четворен елиминационен мач за Световните отборни титли на WWF | 12:18 |
| 4                                         | Психаря Сид поб. Британския Булдог (с Джим Корнет) | Индивидуален мач                                              | 06:24 |
| 5                                         | Златен прах (с Марлена) поб. Марк Меро (със Сейбъл) | Индивидуален мач                                              | 11:01 |
| 6                                         | Джери Лоулър поб. Джейк Робъртс | Индивидуален мач                                              | 04:07 |
| 7                                         | Менкайнд поб. Гробаря (с Пол Беърър) | Мач въргал в котелното                                        | 26:40 |
| 8                                         | Шон Майкълс (ш) (с Хосе Лотарио) поб. Вейдър (с Джим Корнет) | Индивидуален мач за Световната титла в тежка категория на WWF | 22:58 |
| - (ш) – указва шампиона/шампионите в мача | |                                                               |       |